# (56561) Jaimenomen
(56561) Jaimenomen est un astéroïde de la ceinture principale.

## Description
(56561) Jaimenomen est un astéroïde de la ceinture principale. Il fut découvert le 5 mai 2000 à Heppenheim par l'observatoire de Starkenburg. Il présente une orbite caractérisée par un demi-grand axe de 2,33 UA, une excentricité de 0,13 et une inclinaison de 7,4° par rapport à l'écliptique.

## Compléments